# Daniel Pettit
Sir Daniel Eric Arthur Pettit (Liverpool, 19 febbraio 1915 – Worcester, 28 luglio 2010) è stato un calciatore inglese, di ruolo centrocampista.

## Carriera

### Nazionale
Venne convocato nella Nazionale britannica che partecipò ai Giochi olimpici del 1936. Giocò la prima delle due partite che disputò il Regno Unito nella quale la sua Nazionale vinse 2-0 contro la Cina.